# مسابقات فرمول یک فصل ۱۹۹۱
مسابقات فرمول یک فصل ۱۹۹۱ در سال ۱۹۹۱ میلادی برگزار شد. در این مسابقات آیرتون سنا (به انگلیسی: Ayrton Senna) از تیم مک‌لارن و با خودروی هوندا به قهرمانی رسید وی که در آغاز مسابقه در خط ۸ قرار داشت، بهترین زمان خود را در دور ۲ به دست آورد و در مجموع صاحب ۹۶ امتیاز شد.